# Hexen-Röhrlinge
Die Einteilung der Lebewesen in Systematiken ist kontinuierlicher Gegenstand der Forschung. So existieren neben- und nacheinander verschiedene systematische Klassifikationen. 
Das hier behandelte Taxon ist durch neue Forschungen obsolet geworden oder ist aus anderen Gründen nicht Teil der in der deutschsprachigen Wikipedia dargestellten Systematik.

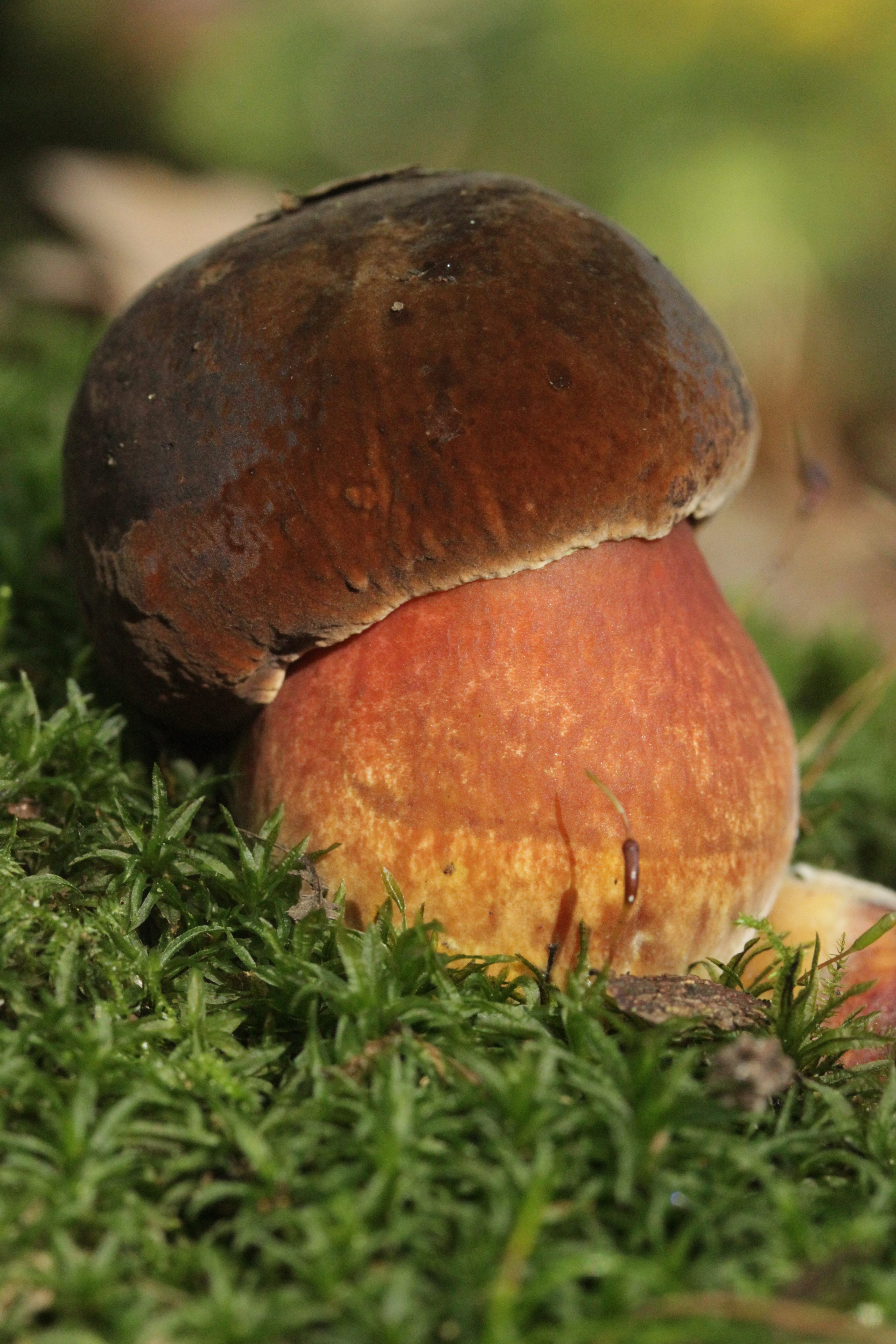
Flockenstieliger Hexen-Röhrling (Neoboletus erythropus).

Als Hexen- oder Purpur-Röhrlinge werden einige Pilzarten aus der Familie der Dickröhrlingsverwandten bezeichnet. Allen Arten gemeinsam sind die roten Röhrenmündungen beziehungsweise Poren und das bei Luftkontakt blauende Fleisch. Die Gruppe stellt kein systematisches Taxon dar.

## Name

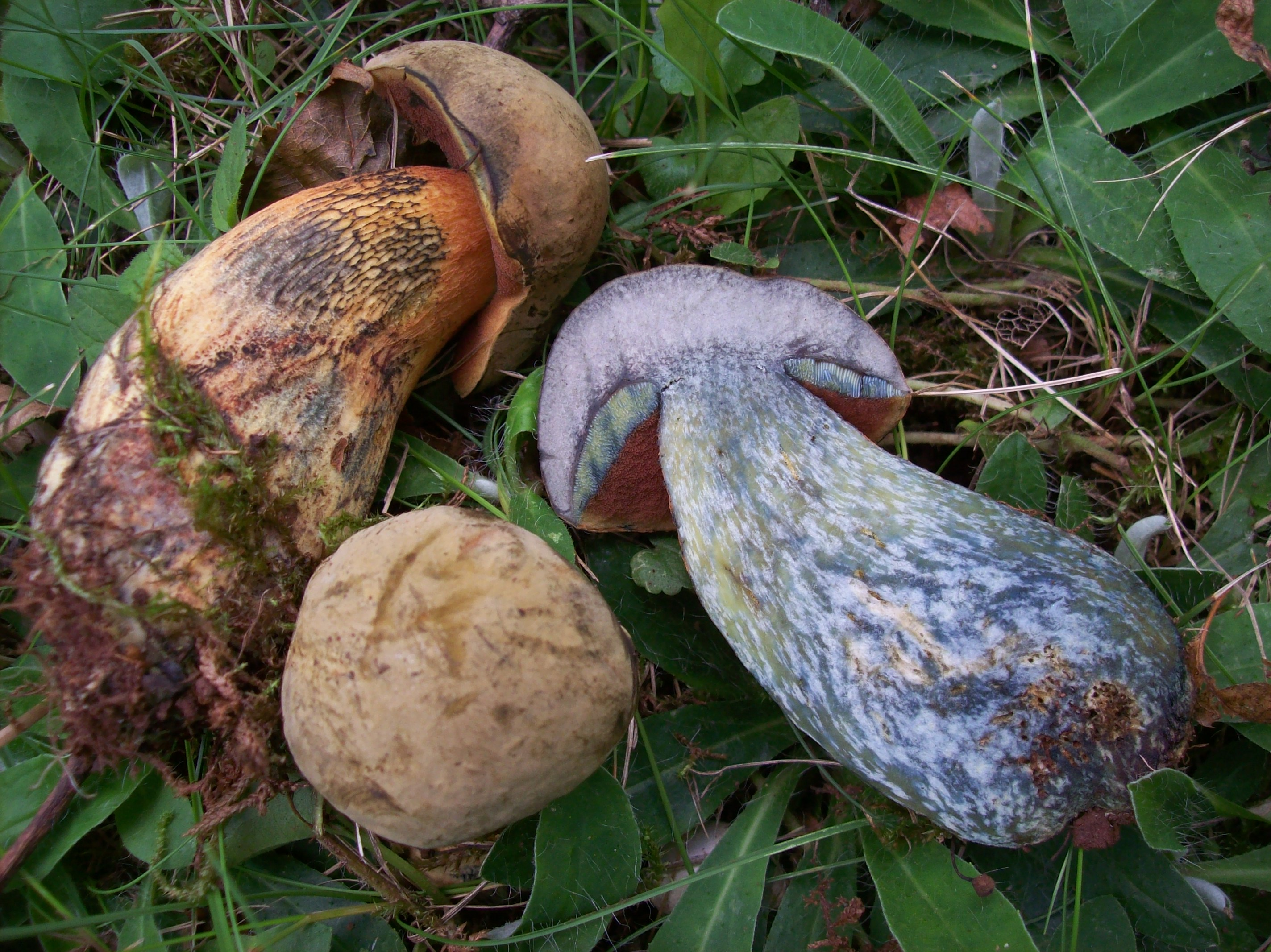
Netzstieliger Hexen-Röhrling (Suillellus luridus).

Der Name der Gruppe rührt von der Blaufärbung des Fleisches, die Fruchtkörper bei Druck oder im Anschnitt zeigen. Früher glaubte man, dieser Vorgang habe mit Hexerei zu tun. Tatsächlich wird dieser Prozess durch die Oxidation bestimmter Inhaltsstoffe der Pilze verursacht. Aber auch andere Röhrlinge, die nicht den Namen Hexen-Röhrling tragen, besitzen auf Druck blau verfärbendes Fleisch, erreichen aber meist nicht die Intensität der Hexen-Röhrlinge (beispielsweise der Maronen-Röhrling). Starke Verfärbungen zeigen hingegen zum Beispiel der Schwarzblauende Röhrling (Cyanoboletus pulverulentus) oder der Kornblumen-Röhrling (Gyroporus cyanescens).

## Arten (Auswahl)
Zu den Hexen-Röhrlingen zählen unter anderem folgende Arten:
| Deutscher Name                                         | Wissenschaftlicher Name      |
| ------------------------------------------------------ | ---------------------------- |
| Gelbhütiger Purpur-Röhrling                            | Imperator luteocupreus       |
| Blaufleckender Purpur-Röhrling                         | Imperator rhodopurpureus     |
| Flockenstieliger Hexen-Röhrling                        | Neoboletus erythropus        |
| Blutroter Hexen-Röhrling                               | Rubroboletus dupainii        |
| Falscher Satans-Röhrling                               | Rubroboletus legaliae        |
| Wolfs-Röhrling                                         | Rubroboletus lupinus         |
| Rosahütiger Röhrling oder Blasshütiger Purpur-Röhrling | Rubroboletus rhodoxanthus    |
| Weinroter Röhrling                                     | Rubroboletus rubrosanguineus |
| Satans-Röhrling                                        | Rubroboletus satanas         |
| Kaukasischer Hexen-Röhrling                            | Suillellus caucasicus        |
| Täuschender Hexen-Röhrling                             | Suillellus comptus           |
| Netzstieliger Hexen-Röhrling                           | Suillellus luridus           |
| Büscheliger Hexen-Röhrling                             | Suillellus permagnificus     |
| Duftender Hexen-Röhrling                               | Suillellus poichylochromus   |
| Glattstieliger Hexen-Röhrling                          | Suillellus queletii          |